# Acacia mellifera
Acacia mellifera é uma espécie de leguminosa do gênero Acacia, pertencente à família Fabaceae.